# Уэйанс, Дэймон
Дэ́ймон Кайл Уэ́йанс-ста́рший (англ. Damon Kyle Wayans Sr.; род. 4 сентября 1960, Нью-Йорк) — американский стендап-комик, актёр, режиссёр, сценарист и продюсер.

## Биография
У Дэймона пятеро сестёр (Эльвира, Вонни, Нядя, Ким, Дидре) и четверо братьев (Марлон, Кинен Айвори, Шон, Дуэйн). Дэймон очень рано стал работать, чтобы помочь семье. Возможно, поэтому он бросил школу, и, став артистом-комиком, начал выступать в разных клубах, зарабатывая деньги.
В 1984 году Дэймона пригласили сниматься в фильме «Полицейский из Беверли-Хиллз». Фильм оказался весьма успешным и Дэймона Уэйанса заметили. Он принял участие в съемках телевизионного боевика «Тройное предательство», а уже через год снялся в комедийном телесериале «Другой мир».
Молодой актёр стал активно сниматься во множестве картин. В фильме «Земные девушки легко доступны» он играл с Джимом Керри. В сериале «В живом цвете» актёр снимался с братом Киненом Айвори Уайансом, где сыграл сразу несколько ролей. В 1991 году он получил одну из главных ролей в боевике «Последний бойскаут» режиссёра Тони Скотта.
А в 1992 году в картине «Деньги, деньги, ещё деньги» он не только исполнил главную роль, но и стал сценаристом фильма, и одним из продюсеров, задействовав в съемках своего брата Марлона Уэйанса.
1993 год — Дэймон играет самого себя в боевике «Последний киногерой». В 1994 году он становится соавтором сценария к пародийному фантастическому фильму «Бланкмэн», исполняя одну из главных ролей. Картина становится популярна, как впрочем и следующая — комедия «Майор Пэйн». Далее — комедия «Большой белый обман» с Сэмюэлем Л. Джексоном, «Баскетбольная лихорадка» с Дэниелом Стерном.

## Личная жизнь
Дэймон был женат на Лизе Торнер, однако они развелись в 2000 году. У них есть четверо детей, сыновья Дэймон и Майкл, дочери Кара Мия и Кайла.
Большая семья Уэйансов состоит из целой династии известных киноактёров, режиссёров, сценаристов и комиков.

## Фильмография
| Год       |   | Русское название              | Оригинальное название   | Роль                            |
| --------- | - | ----------------------------- | ----------------------- | ------------------------------- |
| 1984      | ф | Полицейский из Беверли-Хиллз  | Beverly Hills Cop       | человек с бананами              |
| 1987      | ф | Голливудский расклад          | Hollywood Shuffle       | телохранитель № 2 / Вилли       |
| 1987      | ф | Роксана                       | Roxanne                 | Джерри                          |
| 1987      | с | Другой мир                    | A Different World       | Марвин Хейвен                   |
| 1988      | ф | Цвета                         | Colors                  | Ти-Боун                         |
| 1988      | ф | Земные девушки легко доступны | Earth Girls Are Easy    | Зибо                            |
| 1988      | ф | Изюминка                      | Punchline               | Перси                           |
| 1988      | ф | Я достану тебя, ублюдок       | I’m Gonna Git You Sucka | Леонард                         |
| 1990      | ф | Уж кто бы говорил 2           | Look Who’s Talking Too  | Энди                            |
| 1991      | ф | Последний бойскаут            | The Last Boy Scout      | Джимми Дикс                     |
| 1992      | ф | Деньги, деньги, ещё деньги    | Mo’ Money               | Джонни Стюарт                   |
| 1993      | ф | Последний киногерой           | Last Action Hero        | играет себя                     |
| 1994      | ф | Бланкмэн                      | Blankman                | Дэррил Уокер / Бланкмэн         |
| 1995      | ф | Майор Пэйн                    | Major Payne             | майор Бенсон Уинифред Пэйн      |
| 1996      | ф | Баскетбольная лихорадка       | Celtic Pride            | Льюис Скотт                     |
| 1996      | ф | Большой белый обман           | The Great White Hype    | Джеймс «Мрачный жнец» Ропер     |
| 1996      | ф | Пуленепробиваемый             | Bulletproof             | детектив Джек Картер / Рок Китс |
| 1998      | с | Дэймон                        | Damon                   | Дэймон Томас                    |
| 2000      | ф | Замороченные                  | Bamboozled              | Пьер Делакруа                   |
| 2001—2005 | с | Моя жена и дети               | My Wife and Kids        | Майкл Ричард Кайл               |
| 2003      | ф | Марси Икс                     | Marci X                 | Доктор Эс                       |
| 2006      | ф | Фарс пингвинов                | Farce of the Penguins   | пингвин «Эй, это мой зад!»      |
| 2011      | с | Счастливый конец              | Happy Endings           | Фрэнсис Уильямс                 |
| 2016—2019 | с | Смертельное оружие            | Lethal Weapon           | Роджер Мёрто                    |
| 2018      | с | Счастливы вместе              | Happy Together          | Майк Дэвис                      |